# Údlické doubí
Údlické doubí är en kulle i Tjeckien.   Den ligger i regionen Ústí nad Labem, i den nordvästra delen av landet, 80 km nordväst om huvudstaden Prag. Toppen på Údlické doubí är 367 meter över havet.
Terrängen runt Údlické doubí är platt åt sydost, men åt nordväst är den kuperad.Runt Údlické doubí är det ganska glesbefolkat, med 25 invånare per kvadratkilometer. Närmaste större samhälle är Chomutov, 3,1 km väster om Údlické doubí. Trakten runt Údlické doubí består till största delen av jordbruksmark.